# Michael Achmeteli
Michael Achmeteli, gruz. მიხეილ ახმეტელი (ur. w 1895 w Bordżomi w granicach Rosji, zm. w 1963) – gruziński emigrant, członek partii nazistowskiej, dyrektor Instytutu Wannsee, podczas II wojny światowej współpracował z Abwehrą, następnie z Organizacją Gehlena.

## Życiorys
Studiował w latach 1915–1917 na Uniwersytecie w Charkowie. W 1919, z pomocą finansową władz Demokratycznej Republiki Gruzji, kontynuował studia na Uniwersytecie w Jenie. Po zajęciu Gruzji przez Armię Czerwoną w 1921 pozostał w Niemczech. W 1925 uzyskał tytuł naukowy doktora, po czym od 1926 zaczął pracować w Instytucie Wschodniej Europy w Breslau. Po przekształceniu przez nazistów w 1937 części tego Instytutu w Wannsee Instytut pod Berlinem Achmeteli objął funkcję jego dyrektora. Został też członkiem NSDAP i SS. Był ekspertem od spraw rosyjskich. Utrzymywał bliskie kontakty z Alfredem Rosenbergiem. Pod pseudonimem Konstantin Michael napisał książkę o rolnictwie ZSRR i zjawisku kolektywizacji. Jego książki publikowało wydawnictwo ojca Reinharda Gehlena. W 1943 przestał być dyrektorem Wannsee Instytut. Od 1942 zasiadał w Gruzińskim Komitecie Narodowym z siedzibą w Berlinie. Objeżdżał obozy jenieckie w celu werbunku jeńców-czerwonoarmistów pochodzenia gruzińskiego do nowo formowanego Legionu Gruzińskiego. Po zakończeniu wojny zamieszkał w Monachium, gdzie wykładał na Uniwersytecie Ludwika i Maksymiliana. Działał w Antybolszewickim Bloku Narodów, współpracował z Organizacją Gehlena.